# Louis Crespel
Louis Crespel, geboren op 4 december 1838 in Doornik en stierf op 24 januari 1878 in Zanzibar, is een Belgisch koloniaal ontdekkingsreiziger in Congo

## Biografie
Hij werd geboren in 1838 en werd gedetacheerd bij het Krijgs- en Topografisch Depot in de voormalige Abdij Ter Kameren te Brussel. In 1877 werd hij gedetacheerd van het Krijgs- en Topografisch Depot naar de Association internationale africaine, wat in de praktijk betekent dat deze officier op de oproep van de Leopold II vrijwilligerswerk deed voor de Congo Exploration. 
Hij kreeg de leiding van de eerste expeditie om een station te vestigen aan de oostelijke oever van het Tanganyikameer. Hij stierf in Zanzibar op 24 januari 1878 voordat hij zijn missie kon volbrengen.
Na zijn dood gaat de expeditie verder onder het bevel van een andere officier die hem vergezelde: Ernest Cambier.

## Monument

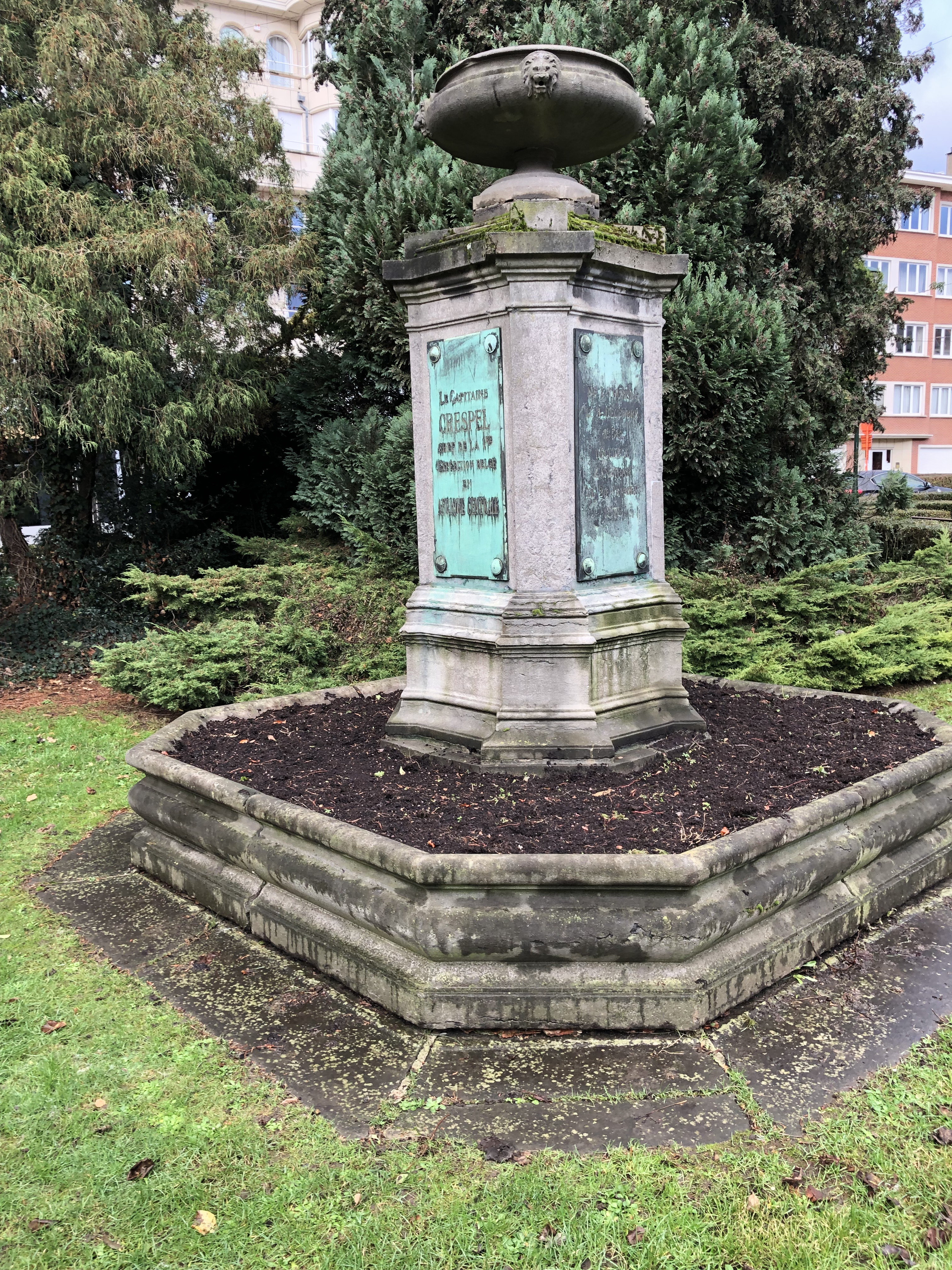
Monument voor Louis Crespel op het Solbossquare in Elsene

Het monument is gebouwd door vrienden aan het hoofd van de St. Bonifatiuskerk vóór de uitbreiding van de kerk. In 1885, na de werken, werd het monument verplaatst naar London Square. In 1906 wordt het gevonden in de tuinen rondom de kerk van het Heilige Kruis. Na de Tweede Wereldoorlog, waarschijnlijk na het werk in de kerk, wordt het monument opnieuw overgedragen: dit keer naar het Solbossquare waar het nog steeds staat.